# Суздальская провинция
Суздальская провинция — одна из провинций Российской империи. Центр — город Суздаль.
Суздальская провинция была образована в составе Московской губернии по указу Петра I «Об устройстве губерний и об определении в оныя правителей» в 1719 году. В состав провинции был включён город Суздаль с прилегающими территориями. По ревизии 1710 года в провинции насчитывалось 30,9 тыс. крестьянских дворов.
В ноябре 1775 года деление губерний на провинции было отменено.